# Gefecht um Hellzapoppin Ridge und Hügel 600A
Amerikanische Phase

1943

Treasury-Inseln –
Choiseul –
Torokina I –
Kaiserin-Augusta-Bucht –
Koromokina-Lagune –
Piva Trail –
Coconut Grove –
Piva Forks –
Kap St. George –
Koiari –

Hellzapoppin Ridge/Hügel 600A 

1944

Green Islands 

Torokina II 

Australische Phase

Pearl Ridge 

1945

Tsimba Ridge –
Slater’s Knoll –
Hongorai –
Porton Plantage –
Ratsua
Die Gefechte vom Hellzapoppin Ridge und vom Hügel 600A waren eine Serie von militärischen Operationen, die im Dezember 1943 auf Bougainville zwischen den Streitkräften des United States Marine Corps und der Kaiserlich Japanischen Armee ausgefochten wurden. Obwohl gering in Bezug auf Verluste und im Vergleich zu anderen Schlachten in der Bougainville-Kampagne, war die Schlacht die letzte bedeutende Aktion, die von der 3rd Marine Division auf der Insel unternommen wurde, bevor sie durch Soldaten der United States Army aus dem XIV US-Korps ersetzt wurden. Sie führten zur Eroberung der beiden Stellungen durch die Marines mit der Unterstützung durch Artillerie und von Flugzeugen und zum Rückzug der japanischen Streitkräfte, als der amerikanische Brückenkopf um Torokina, der im November errichtet worden war, in Richtung des Torokina-Flusses erweitert wurde.

## Auftakt

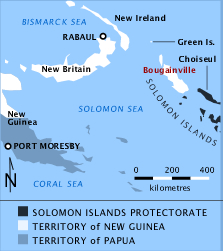
Bougainville und Umgebung

Anfang November 1943 landete die 3. Marineinfanteriedivision unter Generalmajor Allen H. Turnage in der Nähe der Kaiserin-Augusta-Bucht an der Westküste von Bougainville. Die Landung fand als Teil der Bemühungen der Alliierten statt, in Richtung der japanischen Hauptbasis um Rabaul vorzurücken, deren Isolierung und Ausschaltung ein Schlüsselziel der Operation Cartwheel war. Den US-Truppen am Kap Torokina standen Truppen von Generalleutnant Hyakutake Seikichis japanischer 17. Armee gegenüber, die ein Teil von General Imamura Hitoshis 8. Regionalarmee mit Sitz in Rabaul war. Der Großteil der Infanteriekräfte bestand aus der 6. Division unter Generalleutnant Kanda Masatane.
Nach der Landung wurde eine Reihe von Gefechten um den Brückenkopf ausgetragen, der von den Marines bis Ende des Monats langsam auf etwa 10 Kilometer erweitert wurde. Den ganzen November über hatten die Japaner begonnen, Artilleriegeschütze rund um den Brückenkopf in Position zu bringen, und begannen, ihn von mehreren Hügeln östlich des Numa-Numa- und des East-West-Trails entlang des Torokina-Flusses aus, zu beschießen. Nach den Kämpfen um Piva Forks Ende November wurden von US-Kommandeuren Pläne ausgearbeitet, in Richtung des Torokina-Flusses vorzurücken, wo eine Reihe von Anhöhen die Möglichkeit zur Errichtung von Verteidigungsstellungen boten, die im Falle eines japanischeren Gegenangriffes, den der US-Geheimdienst erwartete, ausgenutzt werden könnten. Der allgemeine US-Plan bestand darin, eine Verteidigungslinie im Westen des Torokina Flusses entlang einer Kammlinie zu errichten, die sich von Norden, dem Hügel 1000, bis zum Hügel 600A im Süden erstreckte.
Am 5. Dezember begann der US-Vormarsch und es kam zu mehreren kleineren Zusammenstößen zwischen Trupps in Patrouillengröße. Zwei Tage später stießen Marines des 3. Fallschirmjägerbataillons entlang eines Ausläufers westlich von Eagle Creek an einer Position nördlich der Kreuzung des East-West-Trails in der Nähe von Hügel 1000, der später den US-Truppen aufgrund seines schwierigen Geländes als „Hellzapoppin Ridge“ bekannt wurde, auf Widerstand. Dokumente, die von den vorrückenden Marines erbeutet wurden, zeigten, dass eine verstärkte Kompanie von 235 Mann des 23. japanischen Infanterieregiments die Position verteidigte. Die Truppen auf dem Hügel bedrohten die Flanke des 3. Fallschirmjägerbataillons. Der Kommandant der Marines gruppierte seine Truppen um und hatte dann die japanischen Stellungen vor sich. Nachdem sie ihre Position gefestigt und Patrouillen ausgesandt hatten, fanden eine Reihe kleinerer Gefechte statt, bevor die Fallschirmjäger am Morgen des 9. Dezember einen Angriff in Kompaniestärke starteten. Obwohl es ihnen gelang, in die japanische Stellung einzubrechen, wurden die Marines durch entschlossenen japanischen Widerstand zurückgedrängt und erlitten schwere Verluste. Auch ein Flankenmanöver konnte die Verteidiger nicht verdrängen. Später am Tag wurde eine Kompanie des 1. Bataillons der 21. Marines nach oben geschickt, um die Fallschirmjäger zu verstärken und am folgenden Tag traf der Rest des 21. Marineregiments unter dem Kommando von Colonel Evans O. Ames ein, um die Führung der Truppen bei der Eroberung des Hügels 1000 zu übernehmen.

## Gefechte

### Hellzapoppin Ridge
Die etwa 300 m lange und aus steilen Wänden bestehende Anhöhe, die sich zu einem Kamm von nicht mehr als 40 m Breite erhob, war stark bewachsen und bot der Verteidigung viele Vorteile. Es bot eine gute Tarnung, erschwerte die genaue Zielidentifizierung und verringerte die Wirksamkeit der Luftunterstützung für die Marines sowie das indirekte Feuer ihrer Artillerie. Die japanischen Verteidiger waren am Gegenhang gut eingegraben und hatten eine Reihe von sich gegenseitig unterstützenden Positionen eingerichtet, die von Scharfschützen in den Baumwipfeln unterstützt wurden. Obwohl sie eine Karte mit den genauen Positionen der japanischen Stellungen hatten, bereitete die fehlende Vertrautheit mit dem Gelände und die fehlende Erfahrung im Dschungelkampf den amerikanischen Kompanieführern Probleme. Sie waren nicht in der Lage ihre Truppen im dichten Dschungel über Zugstärke hinaus zu konzentrieren, wodurch sie sich einen ihrer Hauptvorteile, die Feuerkraft, nahmen.

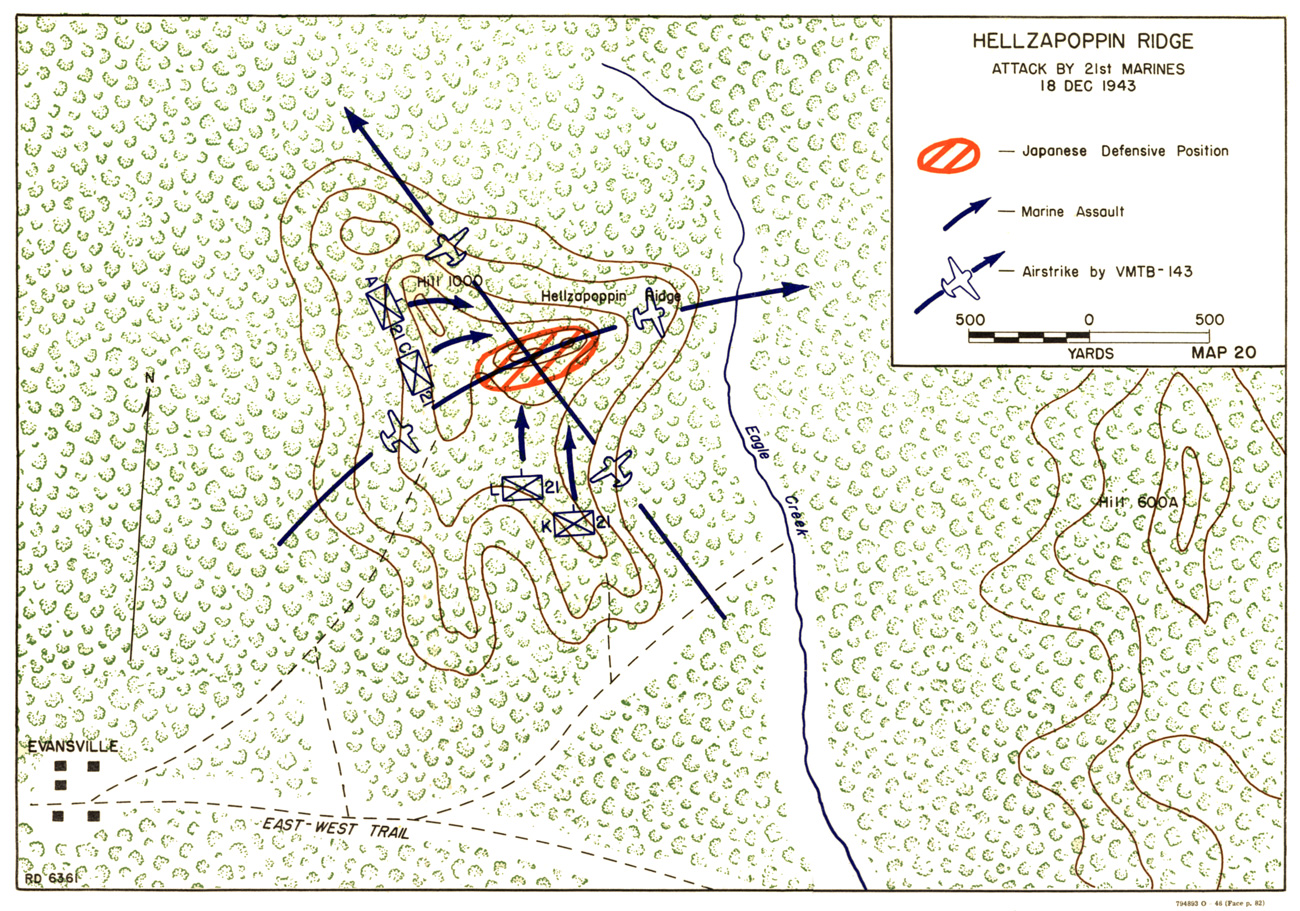
Positionen der US-Streitkräfte während des letzten Angriffs auf Hellzapoppin Ridge

Am 12. Dezember begann eine Serie von Angriffen des 21. Regiments der Marines auf die japanischen Stellungen. Durch die ausgezeichnete Platzierung der Stellungen, war es unmöglich die japanischen Truppen flankierend anzugreifen, es wurde immer ein Frontalangriff. Obwohl das Schussfeld der japanischen Soldaten durch den dichten Bewuchs und die Enge eingeschränkt war, wurde das durch die gute Tarnung der Stellungen ausgeglichen und die angreifenden Marines bemerkten erst, dass sie japanische Positionen erreicht hatten, wenn sie von ihnen aus nächster Nähe beschossen wurden.
Versuche, die japanischen Stellungen durch den Einsatz von Mörsern, Artillerie und Luftangriffen auszuschalten, wurden durch den dichten Dschungel behindert – in der dichten Vegetation stürzten Bäume um und behinderten die Sicht angreifender Piloten, was zu ungenauem Beschuss und ebenfalls ungenauen Bombenangriffen führte. Das Ergebnis war, dass die Marines erst am 18. Dezember einen groß angelegten Angriff starten konnten, um den Hügel einzunehmen. An diesem Morgen wurden drei Luftangriffe geflogen, außerdem wurde das Angriffsgebiet von Artillerie beschossen, um den Angriff, der bei Einbruch der Dunkelheit beginnen sollte, vorzubereiten. Direkt vor dem Angriff folgte auf eine Artillerievorbereitung ein vierter Luftangriff, der von sechs Grumman TBF Avengers durchgeführt wurde, die, mit Unterstützung durch vordere Beobachter am Boden, achtundvierzig 45-kg-Bomben etwa 75 m vor den US-Stellungen abwarfen. Außerdem wurden die japanischen Stellungen von den Flugzeugen mit Bordwaffen beschossen.
Die japanischen Verteidiger wurden durch den intensiven Artilleriebeschuss und die Luftangriffe aus ihren Stellungen vertrieben und auch die dichte Vegetation wurde teilweise vernichtet, was es für die Marines, die mit vier Kompanien angriffen, leichter machte, den Bergrücken zu erobern. Am Morgen nach dem Angriff baute das 1. Bataillon der 21. Marines die Verteidigungsanlagen bis zum Eagle River, der in den Torokina River mündete, aus und festigte damit ihre Position.

### Hügel 600A
Nach der Einnahme des Hellzapoppin Ridge beschränkte sich die japanische Aktivität auf Artilleriefeuer, mit dem sie hauptsächlich die Versorgungslinien der Amerikaner belegten und dabei auch Verluste verursachten. Die Amerikaner ihrerseits schickten über drei Tage Patrouillen in Richtung Osten zum Torokina River, ohne allerdings Kontakt zu japanischen Kräften zu finden, sondern nur Probleme mit dem Terrain hatten.

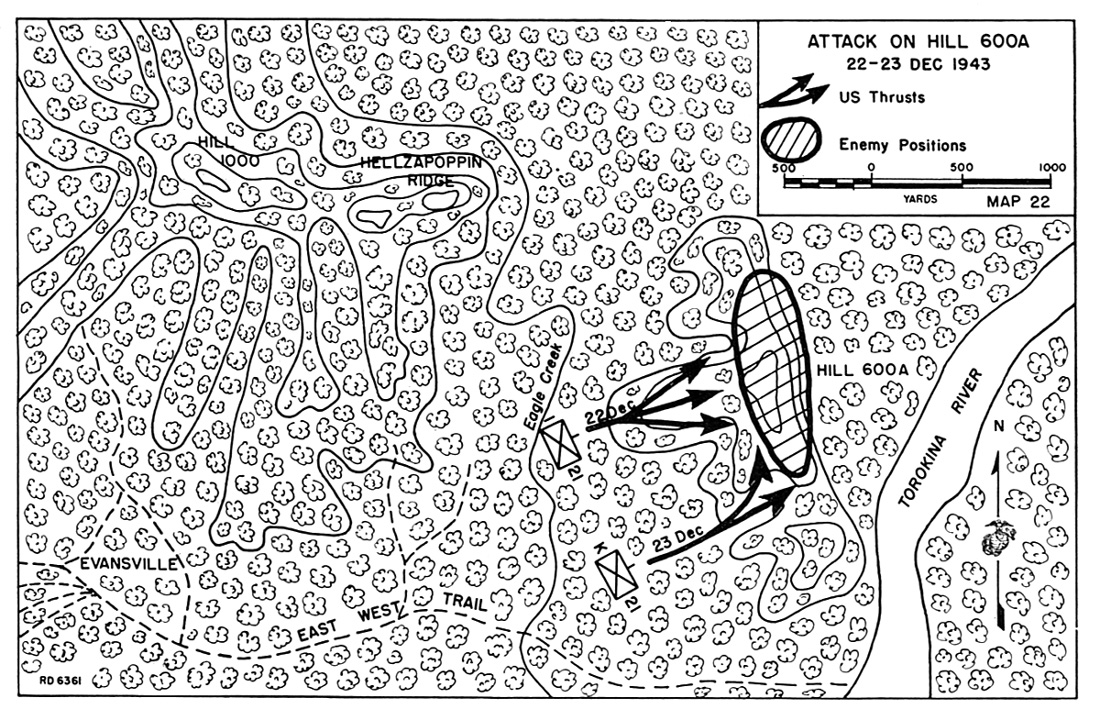
Angriff auf Hill 600A, 22–23 Dezember 1943

Am 21. Dezember griff eine kleine Gruppe japanischer Soldaten eine Patrouille der Marines beim Hügel 600A an. Die Patrouille zog sich zu den US-Linien zurück, wo die Situation gemeldet wurde. Anschließend wurde eine Abteilung des 2. Bataillons der 21. Marines, mit der Rückkehr an den Ort und der Durchführung eines Angriffs an diesem Nachmittag beauftragt. Um 15:45 am Nachmittag begann der Angriff und die japanischen Soldaten zogen sich vom Hügel zurück. Da nach amerikanischer Ansicht die Truppe zu klein war, um sich gegen einen japanischen Gegenangriff zu verteidigen, zogen auch die sich zurück und meldeten die Aktion bei der 3. Marine Division.
Die japanischen Truppen waren nach dem Rückzug der Marines zurückgekehrt, hatten ihre Stellungen wieder besetzt und sich fest etabliert. Als am nächsten Morgen ein Trupp Marines des 3. Bataillons der 21. Regiments unterstützt durch schwere Infanteriewaffen ausgesandt wurde, den Hügel zu besetzen, gerieten sie in schweres Abwehrfeuer der japanischen Verteidiger und die Marines wurden gezwungen, sich zurückzuziehen. Sie baten das Hauptquartier um Verstärkung und eine weitere Kompanie wurde entsandt. Allerdings schätzte der Kommandeur die Lage falsch ein und war auch mit dem Terrain überfordert. Sein geplanter Angriff über beide Flanken und gleichzeitig frontal war völlig erfolglos und unter schwerem Feuer musste er sich zurückziehen und forderte einen Artillerieschlag an, der aber ebenfalls keinen Erfolg brachte. Und so zog er sich vor Sonnenuntergang auf seine Ausgangsstellungen zurück.
Am nächsten Tag, dem 23. Dezember griff eine weitere Kompanie in die Kämpfe ein, wieder durch schwere Infanteriewaffen unterstützt. Wieder scheiterten die Marines an dem schweren Abwehrfeuer der japanischen Truppen und wieder wurde Artillerieunterstützung angefordert. Auch diese hatte geringen Erfolg, es wurden hauptsächlich Bäume getroffen. Trotzdem wurde der Angriff kurz darauf erneuert und wieder durch starken Widerstand abgewehrt. Ein weiteres Mal wurde Artillerie angefordert, diesmal unterstützt durch Mörser. Die Marines versuchten einen Flankenangriff und als auch der keinen Erfolg brachte, zogen sie sich bei Einbruch der Dunkelheit wieder zurück. Am nächsten Morgen stellten die Amerikaner fest, dass die japanischen Truppen in der Nacht ihre Stellungen aufgegeben hatten.

## Nachspiel
Die japanische Artillerie war nach dem Verlust des Hellzapoppin Ridge nicht mehr in der Lage, den US Brückenkopf bei Torokina unter Beschuss zu nehmen. Der Nachschub an US-Truppen auf Bougainville lief dann ungestört weiter. Ende 1944 waren etwa 44.000 Mann amerikanischer Truppen auf der Insel und es entstand ein kräftemäßiges Patt zwischen den Streitkräften. Die Hauptmacht der japanischen Kräfte konzentrierte sich um Buin im Süden der Insel und befasste sich hauptsächlich mit der Sicherung von Nahrungsquellen. Kurz nach den Kämpfen um den Hellzapoppin Ridge und den Hill 600A wurden die US Marines von Soldaten des XIV. Korps abgelöst. Dieses Korps bestand nur aus zwei Divisionen, der 37. und der sogenannten Americal Division. Sie beschränkten sich darauf, defensive Stellungen um Torokina zu besetzen und die vier Flugplätze, die dort gebaut worden waren, zu beschützen. Als Teil dieser Strategie wurden Außenposten entlang der zum Hafen führenden Hauptstrecken errichtet, während fidschianische Truppen im Inneren der Insel patrouillierten.
Zwischen dem 8. und 25. März 1944 begann der japanische Kommandant Hyakutake mit 15.000 Soldaten eine Offensive von Buin und Numa Numa gegen den amerikanischen Brückenkopf. Die japanischen Truppen bestanden hauptsächlich aus der 6. Division und zwei Bataillonen der 17. Division. Nach dem verlustreich gescheiterten Angriff zogen sich die japanischen Truppen nach Süden zurück. Von da an, bis die australische 3. Division im November 1944 die Verantwortung für die Insel übernahm, versuchten die japanischen Streitkräfte, bestehend aus etwa 52.000 Mann, den Kontakt mit amerikanischen Streitkräften zu vermeiden, während diese weiterhin durch Kampfpatrouillen und die Einrichtung von Außenposten im Norden präsent waren und im Allgemeinen eine Strategie der Isolierung der japanischen Garnison verfolgten.